# كينغسلي إيدو
كينغسلي إيدو (بالإنجليزية: Kingsley Udoh)‏ هو لاعب كرة قدم نيجيري في مركز قلب الدفاع، ولد في 7 ديسمبر 1990 في لاغوس في نيجيريا. شارك مع منتخب نيجيريا تحت 17 سنة لكرة القدم ومنتخب نيجيريا تحت 20 سنة لكرة القدم ومنتخب نيجيريا تحت 23 سنة لكرة القدم ومنتخب نيجيريا لكرة القدم. أما مع النوادي، فقد لعب مع أكوا يونايتد وبنيارول وصن شاين ستارز وكانو بيلارس ونادي هارتلاند.

## وصلات خارجية
- كينغسلي إيدو على موقع الاتحاد الدولي (مؤرشف)  (الإنجليزية)
- كينغسلي إيدو على موقع قاعدة بيانات كرة القدم.إي يو (الإنجليزية)
- كينغسلي إيدو على موقع ناشيونال فوتبول تيمز (الإنجليزية)
- كينغسلي إيدو على موقع عالم كرة القدم.نت (الإنجليزية)